# مطار أورلاندو الدولي
مطار أورلاندو الدولي (بالإنجليزية: Orlando International Airport) (إياتا: MCO، إيكاو: KMCO، معرف الموقع إف إيه إيه: MCO) هو مطار دولي يقع في مدينة أورلاندو في ولاية فلوريدا يبعد عن وسط مدينة أورلاندو بحوالي 10 كيلومتر. يخدم المطار منطقة أورلاندو الكبرى كمطاري أورلاندو سانفورد الدولي ودايتونا بيتش الدولي.
يعد المطار أيضًا بوابة دولية رئيسية لمنطقة وسط فلوريدا، مع أكثر من 850 رحلة يومية على 44 شركة طيران. يخدم المطار 135 وجهة محلية ودولية. هو مبنى على مساحة 11,605 فدانًا (4,696 هكتارًا)، هو واحد من أكبر المطارات التجارية من حيث المساحة في الولايات المتحدة. المطار مركز قاعدة صيانة الخطوط الجوية المتحدة. كان المطار أيضًا مركزًا لخطوط دلتا حتى عام 2007.

## نبذة تاريخية

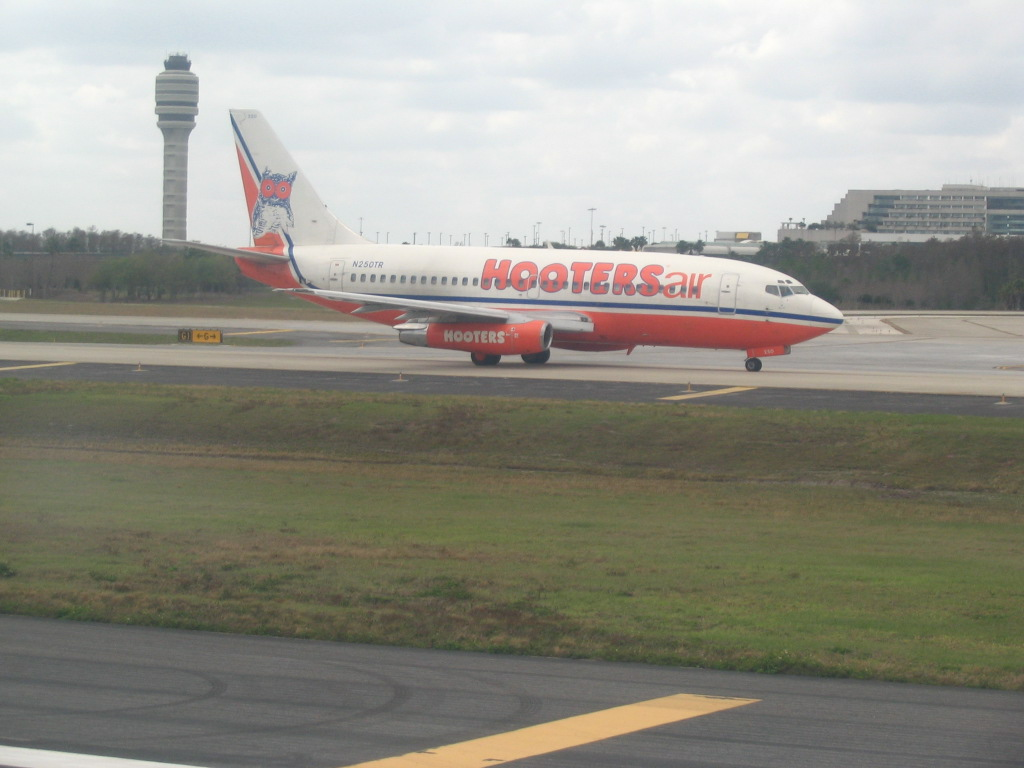
طائرة تابعة لطيران هوترز تهبط في مطار أورلاندو الدولي

أنشئ المطار في البداية على أرض تابعة لسلاح الجو الأمريكي كقاعدة جوية. وخلال الحرب العالمية الثانية تم تطوير القاعدة لتصبح قاعدة مساندة لقاعدة الطيران العسكرية في أورلاندو. وبعد انتهاء الحرب العالمية الثانية تضاءل دور القاعدة ولم تعد تستعمل إلا لإجراء بعض الاختيارات على النماذج الأولية للطائرات فائقة السرعة. وخلال الحرب الكورية أعيد استخدام المطار كمركز القيادة لقاذفات B47 وطائرات التزود بالوقود بالإضافة لطائرات الإنذار المبكر. وأطلق على القاعدة في تلك الفترة مسمى قاعدة ماكوي لسلاح الجو نسبة إلى قائد الجناح 321 للقاذفات العسكرية.
ومع وصول الجيل الجديد لطائرات بوينغ 707 وبوينغ 720 وعدم قدرة مطار أورلاندو لإستقبال مثل هذه الطائرات، توصلت إدارة المدينة لاتفاق مع قيادة القوات الجوية لإدارة قاعدة ماكوي الجوية كمطار مدني / عسكري. واستخدام حظيرة صيانة الصورايخ ومنطقة الخدمات المساندة لها في الجزء الشمالي الشرقي في القاعدة كمبنى لصالة المسافرين للطائرات المدنية. وفي عام 1962 وصلت أولى الطائرات المدنية للمطار بدلا من مطار أورلاندو هيرندث القديم ( يسمى حالياً بمطار أورلاندو التنفيذي).
في عام 1973 تم إغلاق قاعدة ماكوي الجوية نتيجة لقرار تخفيض القوات العسكرية بعد حرب فيتنام. وتسليم أغلب منشآت القاعدة لإدارة مطار أورلاندو المدني بنهاية عام 1975.
في عام 1975 تم إنشاء هيئة أورلاندو للطيران لتتولى مهام إدارة وتشغيل المطار بالإضافة لتطوير المنشآت بالمطار. وفي عام 1976 استعاد المطار مسمى أورلاندو الدولي.
في عام 1978 تم البدء في إنشاء أرض صالات المسافرين الحالية وساحة المطار الجوية رقم 1 و رقم 3، تم تدشينها في عام 1981. في عام 1984 افتتحت صالة المسافرين الدولية الأساسية ودشن المدرج رقم 17L/35R. وفي عام 1990 افتتحت الساحة الجوية رقم 4 بالإضافة لتوسعة الصالة الدولية. دشن المدرج رقم 17R/35L في عام 2003 ليصبح عدد مدارج الطيران في المطار أربع مدارج. يعتبر المطار من أوائل المطارات المهيئة لإستقبال طائرة أيرباص 380 العملاقة ولذا وفي يوم 14 نوفمبر 2007 شهد المطار هبوط أول طائرة من هذا النوع.

## المنشأت الرئيسية للمطار
صمم المطار ليحتوي على مبنى رئيسي ضخم لصالات المسافرين بالإضافة إلى أربع ساحات جوية. يرتبط المبنى الرئيسي بتلك الساحات بواسطة نظام النقل بعربات القطار إلى أربعة صالات سفر متفرقة. صالة الساحة الجوية رقم 2 و 3 مخصصة للرحلات الداخلية. وجميع ركاب هذه الرحلات يتم نقلهم من الصالة إلى المبنى الرئيسي عبر نظام النقل بالعربات. صالة الساحة الجوية رقم 4 مخصصة بشكل أساسي للرحلات الدولية بالإضافة للساحة رقم 1، وجميع المسافرين على الرحلات الدولية تنهى إجراءات دخولهم الأمنية بالإضافة لمنطقة الجمارك في الصالة ومن ثم يتم نقلهم بنظام النقل بالعربات إلى المبنى الرئيسي للمطار.

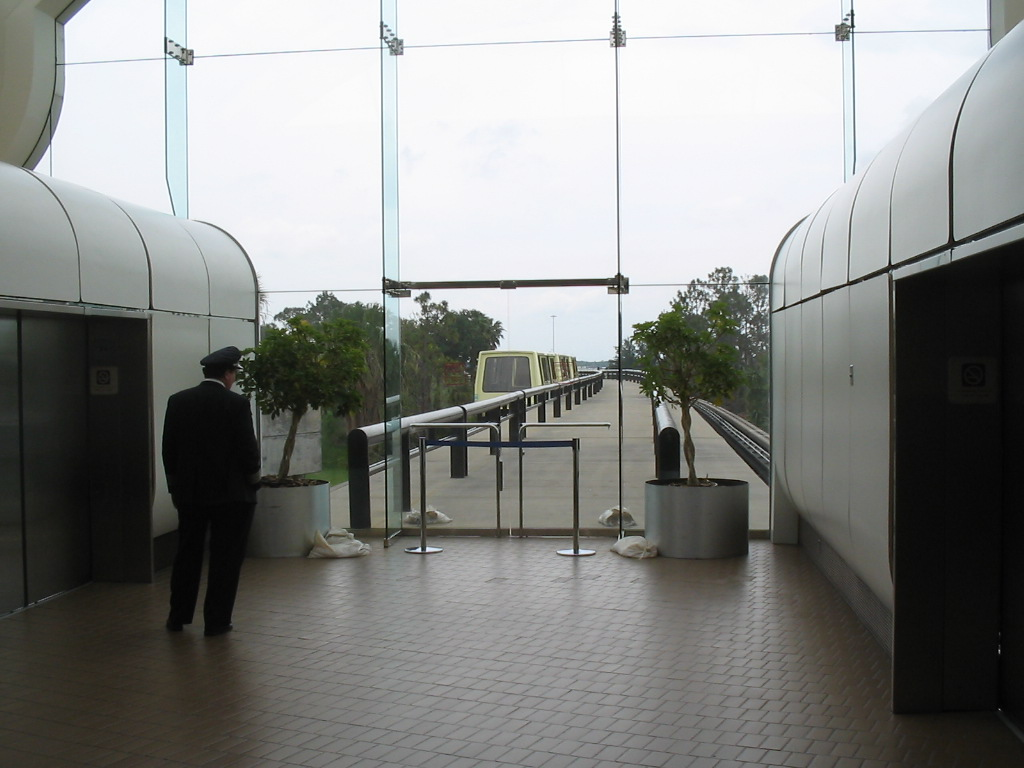
محطة نقل المسافرين بمركبات القطار

## شركات الطيران والوجهات
| شركـات طيـران              | الوجهات | Refs   |
| -------------------------- | --- | ------ |
| أير لينغس                  | مطار دبلن الدولي، مطار مانشستر | [ 6 ]  |
| طيران المكسيك              | مطار بينيتو خواريز الدولي | [ 7 ]  |
| طيران كندا                 | مطار تورونتو بيرسون الدولي | [ 8 ]  |
| Air Canada Rouge           | مطار مونتريال الدولي، مطار تورونتو بيرسون الدولي موسمي: مطار هاليفاكس الدولي، Ottawa | [ 9 ]  |
| طيران ترانسات              | مطار مونتريال الدولي، مطار تورونتو بيرسون الدولي موسمي: مطار هاليفاكس الدولي، Moncton، Québec City ‏ | [ 10 ] |
| خطوط آلاسكا الجوية         | مطار بورتلاند الدولي، مطار سان دييغو الدولي، مطار سان فرانسيسكو الدولي، مطار سياتل تاكوما الدولي | [ 11 ] |
| الخطوط الجوية الأمريكية    | مطار أوستن برغستروم الدولي، مطار شارلوت دوغلاس الدولي، مطار أوهير الدولي، مطار دالاس فورت ورث الدولي، مطار لوس أنجلوس الدولي، مطار ميامي الدولي، مطار فيلادلفيا الدولي، مطار فينيكس سكاي هاربر الدولي، مطار رونالد ريغان الوطني | [ 12 ] |
| Avelo Airlines             | Binghamton، Brownsville/South Padre Island ‏، Dubuque، Kalamazoo، Lansing، Mobile–International، Mosinee/Wausau، New Haven (CT) ‏، Wilmington (DE) ‏، Wilmington (NC) ‏ موسمي: Greenville/Spartanburg | [ 13 ] |
| أفيانكا                    | مطار إلدورادو الدولي موسمي: مطار خوسية ماريا كوردوفا الدولي | [ 14 ] |
| أفيانكا الإكوادور          | مطار ماريسكال سوكري الدولي | [ 15 ] |
| أفيانكا السلفادور          | مطار إل سلفادور الدولي | [ 14 ] |
| أزول البرازيل              | Belo Horizonte–Confins ‏، Campinas، Recife | [ 17 ] |
| Bahamasair                 | Nassau موسمي: Freeport | [ 18 ] |
| Breeze Airways             | Akron/Canton، Charleston (SC) ‏، Charleston (WV) ‏، Fayetteville/Bentonville، مطار هنتسفيل الدولي، مطار نيو أورلينز لويس أرمسترونغ الدولي، Plattsburgh (تبدأ في 28 نوفمبر 2023)، Portland (ME) ‏، Providence، Springfield (IL) ‏ (تبدأ في 1 ديسمبر 2023)، موسمي: Orange County ‏ | [ 21 ] |
| الخطوط الجوية البريطانية   | مطار غاتويك | [ 22 ] |
| Canada Jetlines            | مطار تورونتو بيرسون الدولي | [ 23 ] |
| Caribbean Airlines         | Port of Spain موسمي: مطار نورمان مانلي الدولي | [ 24 ] |
| خطوط كوبا الجوية           | مطار توكومين الدولي | [ 25 ] |
| خطوط دلتا الجوية           | مطار هارتسفيلد جاكسون، مطار أوستن برغستروم الدولي، مطار لوجان الدولي، Cincinnati، مطار ديترويت، مطار لوس أنجلوس الدولي، مطار ميامي الدولي، مطار منيابولس سانت بول الدولي، مطار جون إف كينيدي الدولي، مطار لاغوارديا، Raleigh/Durham، مطار سولت ليك سيتي الدولي، مطار سياتل تاكوما الدولي، مطار رونالد ريغان الوطني موسمي: مطار سخيبول أمستردام، White Plains ‏ (تبدأ في 10 نوفمبر 2023) | [ 27 ] |
| Discover Airlines          | مطار فرانكفورت | [ 28 ] |
| طيران الإمارات             | مطار دبي الدولي | [ 29 ] |
| خطوط فرونتير الجوية        | Aguadilla، أنتيغوا، مطار هارتسفيلد جاكسون، مطار أوستن برغستروم الدولي، مطار بالتيمور واشنطن الدولي، مطار لوجان الدولي، مطار بوفالو نياغارا الدولي ‏، Cancún، Cedar Rapids/Iowa City ‏، مطار شارلوت دوغلاس الدولي، مطار ميدواي الدولي، مطار أوهير الدولي، Cincinnati، Cleveland، Columbus–Glenn، Cozumel، مطار دالاس فورت ورث الدولي، مطار دنفر الدولي، مطار ديترويت، Grand Rapids ‏، مطار هاريسبورغ الدولي ‏، Hartford، Houston–Hobby، مطار جورج بوش الدولي، مطار إنديانابوليس الدولي، مطار هاري ريد الدولي، Long Island/Islip ‏، مطار ممفيس الدولي، Milwaukee، مطار سانجستر الدولي، مطار ناشفيل الدولي، مطار نيو أورلينز لويس أرمسترونغ الدولي، مطار لاغوارديا، Norfolk، Ontario، مطار فيلادلفيا الدولي، مطار فينيكس سكاي هاربر الدولي، Ponce، Portland (ME) ‏، Providenciales، Punta Cana ‏، Raleigh/Durham، مطار سانت لويس الدولي، St. Thomas ‏، مطار سان أنطونيو الدولي، مطار سان دييغو الدولي، مطار لويس مارين مونيوز، مطار إل سلفادور الدولي، مطار لاس أمريكا الدولي، Syracuse، Trenton موسمي: Bloomington/Normal، Des Moines ‏، Fargo، Green Bay ‏، Knoxville، Louisville، Madison، مطار منيابولس سانت بول الدولي (تبدأ في 16 نوفمبر 2023)، Oklahoma City ‏، Omaha، مطار بيتسبرغ الدولي ‏، مطار الأميرة جوليانا الدولي، مطار سان فرانسيسكو الدولي، مطار خوان سانتاماريا الدولي                                                                                                | [ 31 ] |
| Gol Transportes Aéreos     | مطار برازيليا الدولي | [ 32 ] |
| طيران آيسلندا              | موسمي: مطار كيفلافيك الدولي | [ 33 ] |
| خطوط جيت بلو الجوية        | Aguadilla، Albany، مطار لوجان الدولي، مطار بوفالو نياغارا الدولي ‏، Cancún، Hartford، مطار لوس أنجلوس الدولي، مطار سانجستر الدولي، Nassau، مطار نيوآرك ليبرتي الدولي، مطار جون إف كينيدي الدولي، مطار لاغوارديا، Ponce، Providence، Punta Cana ‏ (تبدأ في 4 نوفمبر 2023)، Raleigh/Durham، Richmond، مطار سولت ليك سيتي الدولي، مطار خوان سانتاماريا الدولي، مطار لويس مارين مونيوز، Santiago de los Caballeros ‏ (تبدأ في 4 نوفمبر 2023)، مطار لاس أمريكا الدولي، Syracuse، مطار رونالد ريغان الوطني، White Plains ‏، Worcester | [ 35 ] |
| JSX                        | Dallas–Love | [ 36 ] |
| لاتام البرازيل             | مطار غواروليوس الدولي | [ 37 ] |
| لاتام كولومبيا             | مطار إلدورادو الدولي | [ 38 ] |
| Lynx Air                   | مطار كالغاري الدولي (تبدأ في 7 نوفمبر 2023)، مطار مونتريال الدولي، مطار تورونتو بيرسون الدولي، مطار فانكوفر الدولي (تبدأ في 18 نوفمبر 2023) | [ 40 ] |
| Norse Atlantic Airways     | مطار غاتويك | [ 42 ] |
| Porter Airlines            | Ottawa، مطار تورونتو بيرسون الدولي (تبدأن في 21 نوفمبر 2023) | [ 44 ] |
| Silver Airways             | Fort Lauderdale ‏، Greenville/Spartanburg، مطار هنتسفيل الدولي، Key West ‏، Marsh Harbour ‏، North Eleuthera ‏، Pensacola | [ 45 ] |
| خطوط ساوث ويست الجوية      | Albany، مطار الملكة بياتريس الدولي، مطار هارتسفيلد جاكسون، مطار أوستن برغستروم الدولي، مطار بالتيمور واشنطن الدولي، Birmingham (AL) ‏، مطار لوجان الدولي، مطار بوفالو نياغارا الدولي ‏، Cancún (تبدأ في 4 يونيو 2024)، مطار ميدواي الدولي، مطار أوهير الدولي، Cincinnati، Cleveland، Columbus–Glenn، Dallas–Love، مطار دنفر الدولي، El Paso ‏، Fort Lauderdale ‏، Fort Myers ‏، مطار أوين روبرتس الدولي (تبدأ في 4 يونيو 2024)، Hartford، Houston–Hobby، مطار جورج بوش الدولي، مطار إنديانابوليس الدولي، Jackson (MS) ‏، Kansas City ‏، مطار هاري ريد الدولي، Long Island/Islip ‏، Louisville، Manchester (NH) ‏، مطار ممفيس الدولي، Milwaukee، مطار سانجستر الدولي، مطار ناشفيل الدولي، Nassau (تبدأ في 4 يونيو 2024)، مطار نيو أورلينز لويس أرمسترونغ الدولي، Norfolk، Oklahoma City ‏، مطار فيلادلفيا الدولي، مطار فينيكس سكاي هاربر الدولي، مطار بيتسبرغ الدولي ‏، Providence، Providenciales (تبدأ في 4 يونيو 2024)، Punta Cana ‏ (تبدأ في 4 يونيو 2024)، Raleigh/Durham، Rochester (NY) ‏، Sacramento (تستأنف في 9 مارس 2024)، مطار سانت لويس الدولي، مطار سان أنطونيو الدولي، مطار خوان سانتاماريا الدولي (تبدأ في 4 يونيو 2024)، مطار لويس مارين مونيوز، Syracuse، مطار رونالد ريغان الوطني موسمي: Albuquerque، Des Moines ‏، مطار ديترويت، Grand Rapids ‏، Long Beach ‏، مطار منيابولس سانت بول الدولي، مطار لاغوارديا، Omaha، Portland (ME) ‏، مطار سولت ليك سيتي الدولي، Tulsa | [ 51 ] |
| خطوط سبيريت الجوية         | Aguadilla (تنتهي 2 ديسمبر 2023)، مطار هارتسفيلد جاكسون، Atlantic City ‏، مطار أوستن برغستروم الدولي، مطار بالتيمور واشنطن الدولي، مطار إلدورادو الدولي، مطار لوجان الدولي، Cancún، Cartagena، مطار شارلوت دوغلاس الدولي، مطار أوهير الدولي، Cleveland، Columbus–Glenn، مطار دالاس فورت ورث الدولي، مطار ديترويت، Fort Lauderdale ‏، Guatemala City، Hartford، مطار جورج بوش الدولي، مطار إنديانابوليس الدولي، Kansas City ‏، مطار هاري ريد الدولي، Latrobe/Pittsburgh، مطار لوس أنجلوس الدولي، Louisville، Manchester (NH) ‏، مطار خوسية ماريا كوردوفا الدولي، مطار ممفيس الدولي، Milwaukee، مطار منيابولس سانت بول الدولي، مطار سانجستر الدولي، Myrtle Beach ‏، مطار ناشفيل الدولي، مطار نيوآرك ليبرتي الدولي، مطار نيو أورلينز لويس أرمسترونغ الدولي، مطار لاغوارديا، Norfolk، مطار فيلادلفيا الدولي، مطار فينيكس سكاي هاربر الدولي، مطار بيتسبرغ الدولي ‏، Ponce (تنتهي 2 ديسمبر 2023)، Punta Cana ‏، Raleigh/Durham، Richmond، Rochester (NY) ‏، مطار سانت لويس الدولي، St. Thomas ‏، مطار سولت ليك سيتي الدولي، مطار سان أنطونيو الدولي، مطار خوان سانتاماريا الدولي، مطار لويس مارين مونيوز، San Pedro Sula ‏، مطار إل سلفادور الدولي، Tulum (تبدأ في 28 مارس 2024) | [ 54 ] |
| خطوط بلاد الشمس الجوية     | مطار منيابولس سانت بول الدولي موسمي: Eau Claire ‏، Green Bay ‏، Madison، Milwaukee (تبدأ في 14 ديسمبر 2023) | [ 56 ] |
| Sunwing Airlines           | موسمي: مطار هاليفاكس الدولي، مطار تورونتو بيرسون الدولي، Winnipeg | [ 57 ] |
| الخطوط الجوية المتحدة      | مطار أوهير الدولي، Cleveland، مطار دنفر الدولي، مطار جورج بوش الدولي، مطار لوس أنجلوس الدولي، مطار نيوآرك ليبرتي الدولي، مطار سان فرانسيسكو الدولي، مطار واشنطن دولس الدولي | [ 58 ] |
| خطوط فيرجن أتلانتيك الجوية | مطار لندن هيثرو، مطار مانشستر موسمي: مطار إدنبرة | [ 59 ] |
| Viva Aerobus               | Mérida (تبدأ في 1 يوليو 2024)، Monterrey (تستأنف في 9 مايو 2024) | [ 61 ] |
| Volaris                    | مطار غوادالاخارا الدولي، مطار بينيتو خواريز الدولي | [ 62 ] |
| ويست جت إيرلاينز ‏          | مطار كالغاري الدولي، مطار تورونتو بيرسون الدولي، مطار فانكوفر الدولي موسمي: Edmonton، مطار هاليفاكس الدولي، Hamilton (ON) ‏، Ottawa، مطار ريجاينا الدولي ‏، St. John's ‏، Saskatoon، Winnipeg | [ 63 ] |

## الإحصائيات

### أشهر الوجهات
| الرتبة | المطار                      | المسافرين | الناقل                                         |
| ------ | --------------------------- | --------- | ---------------------------------------------- |
| 1      | مطار هارتسفيلد جاكسون       | 1,364,720 | دلتا، فرونتير، ساوث ويست، سبيريت               |
| 2      | مطار لويس مارين مونيوز      | 1,057,050 | فرونتير، جيت بلو، ساوث ويست، سبيريت            |
| 3      | مطار نيوآرك ليبرتي الدولي   | 1,035,570 | فرونتير، جيت بلو، سبيريت، المتحدة              |
| 4      | مطار فيلادلفيا الدولي       | 906,210   | الأمريكية، فرونتير، ساوث ويست، سبيريت          |
| 5      | مطار أوهير الدولي           | 853,720   | الأمريكية، فرونتير، ساوث ويست، سبيريت، المتحدة |
| 6      | مطار شارلوت دوغلاس الدولي   | 840,830   | الأمريكية، فرونتير، سبيريت                     |
| 7      | مطار لاغوارديا              | 826,010   | دلتا، فرونتير، جيت بلو، ساوث ويست، سبيريت      |
| 8      | مطار دالاس فورت ورث الدولي  | 756,100   | الأمريكية، فرونتير، سبيريت                     |
| 9      | مطار بالتيمور واشنطن الدولي | 736,580   | فرونتير، ساوث ويست، سبيريت                     |
| 10     | مطار جون إف كينيدي الدولي   | 720,730   | دلتا، جيت بلو                                  |

| الرتبة | المدينة                    | المسافرين | الناقل                                              |
| ------ | -------------------------- | --------- | --------------------------------------------------- |
| 1      | مطار تورونتو بيرسون الدولي | 577,656   | طيران كندا، طيران كندا روج، طيران ترانسات، ويست جيت |
| 2      | مطار لندن هيثرو            | 440,354   | الخطوط الجوية البريطانية، فيرجن أتلانتيك            |
| 3      | مطار توكومين الدولي        | 435,088   | كوبا، دلتا                                          |
| 4      | Cancún، Mexico             | 376,384   | فرونتير، جيت بلو، سبيريت                            |
| 5      | مطار بينيتو خواريز الدولي  | 317,412   | طيران المكسيك، فولاريس                              |
| 6      | مطار مانشستر               | 308,561   | طيران لينغس، فيرجن أتلانتيك                         |
| 7      | مطار سانجستر الدولي        | 250,356   | فرونتير، جيت بلو، ساوث ويست، سبيريت                 |
| 8      | مطار لاس أمريكا الدولي     | 248,111   | فرونتير، جيت بلو، سبيريت                            |
| 9      | مطار غاتويك                | 242,067   | البريطانية                                          |
| 10     | مطار مونتريال الدولي       | 239,233   | طيران كندا، طيران كندا روج، طيران ترانسات           |

### شركات الطيران
| الرتبة | الناقل                  | المسافرين  | الحصة  |
| ------ | ----------------------- | ---------- | ------ |
| 1      | خطوط ساوث ويست الجوية   | 10,075,000 | 21.47% |
| 2      | خطوط سبيريت الجوية      | 8,150,000  | 17.37% |
| 3      | خطوط دلتا الجوية        | 6,596,000  | 14.06% |
| 4      | خطوط فرونتير الجوية     | 6,262,000  | 13.35% |
| 5      | الخطوط الجوية الأمريكية | 5,461,000  | 11.64% |
|        | آخرى                    | 10,378,000 | 22.12% |

### عدد المسافرين
شاهد source Wikidata query and sources.
| السنة | المسافرين  | التغير   |
| ----- | ---------- | -------- |
| 2000  | 30,823,509 | ▲05.6%   |
| 2001  | 28,253,248 | ▼08.3%   |
| 2002  | 26,653,672 | ▼05.7%   |
| 2003  | 27,319,223 | ▲02.5%   |
| 2004  | 31,143,388 | ▲014.0%  |
| 2005  | 34,128,048 | ▲08.4%   |
| 2006  | 34,640,451 | ▲01.5%   |
| 2007  | 36,480,416 | ▲05.3%   |
| 2008  | 35,660,742 | ▼02.3%   |
| 2009  | 33,693,649 | ▼05.5%   |
| 2010  | 34,877,899 | ▲03.5%   |
| 2011  | 35,356,991 | ▲01.4%   |
| 2012  | 35,214,430 | ▼00.4%   |
| 2013  | 34,973,645 | ▼00.8%   |
| 2014  | 35,714,091 | ▲02.7%   |
| 2015  | 38,727,749 | ▲08.4%   |
| 2016  | 41,923,399 | ▲08.0%   |
| 2017  | 44,611,265 | ▲06.5%   |
| 2018  | 47,696,627 | ▲05.1%   |
| 2019  | 50,613,072 | ▲06.1%   |
| 2020  | 21,617,803 | ▼057.3%  |
| 2021  | 40,351,068 | ▲086.7%  |
| 2022  | 50,178,499 | ▲024.35% |